# Украинцы в Турции
Украинцы в Турции (укр. Українці в Туреччині, тур. Ukraynalılar Türkiye'de) — одна из этнических общин на территории Турецкой Республики, которая сформировалась в течение нескольких исторических периодов времен Османской империи.
Представители украинской общины проживают в основном в Стамбуле, Анкаре, Анталье, Бурсе, Измире и других крупных населенных пунктах.

## История
Исторические источники указывают, что первые непосредственные контакты современной Украины и Турции связываются с экспансией османов на украинские земли как и европейские в целом. К середине XVII века отношения имели в основном конфронтационный характер, что подтверждает и современная турецкая историография. В третьем томе «Истории Турции» отмечается, в частности, что «Украина долгое время была ареной набегов Крымского ханства. В течение XVI вв. крымские набеги на Польшу и Россию происходили из Украины, где создавалась казацкая сила, направленная против этих набегов».
Османская экспансия на украинские земли вместе с неспособностью Речи Посполитой организовать достойное сопротивление Османской империи фактически стали толчком к формированию казацкого общества с собственными вооруженными силами для противостояния. Организованная украинским князем Дмитрием Вишневецким на днепровском острове Хортица первая Запорожская Сечь начала развивать дипломатические отношения с соседними странами. Одним из первых дипломатических шагов Дмитрия Вишневецкого была поездка осенью 1553 года в столицу Османской империи. Практически до 1648 года внешняя политика казачества традиционно ориентировалась на участие Украины в коалиции западных или восточных европейских государств.
Однако вместе с этим в украинской политике стала формироваться концепция, с которой началась новая линия взаимоотношений с Турцией. Она имела целью заключение союзнических отношений Украины с Турцией и Крымом в противовес планам Речи Посполитой и Московии подчинить или поделить между собой украинские земли. Переломным моментом стала внешнеполитическая деятельность Богдана Хмельницкого. По его инициативе в начале 1649 года в Стамбуле Посольством Войска Запорожского было подписано первое соглашение о сотрудничестве с Правительством Османской Империи. Турецкое направление имело значительное влияние на выработку украинской внешней политики в те времена.
Одной из известных выходцев с территории современной Украины была Роксолана — жена османского султана Сулеймана Великолепного, хасеки, мать султана Селима II. Хюрре́м была самой влиятельной женщиной в Османской империи, заложившей основы Женского султаната. Участник посольства Речи Посполитой к османскому султану 1621—1622 годов поэт Самуил Твардовский писал, что Роксолана была по происхождению из Рогатина (ныне в Ивано-Франковской области, Украина).
После присоединения украинских земель к Московскому государству на территории Турции нашли приют многие государственные и политические деятели, в частности, автор первой украинской Конституции Филип Орлик, который поддерживал тесные взаимоотношения с Османским государством.
|  |  |  |

Наиболее известным историческим фактом украинского присутствия на территории Османской империи являлась Задунайская Сечь — организация бывших запорожских казаков в 1775—1828 годах в устье Дуная.
История появления украинских казаков в Османской империи берет свое начало в 1775 году, когда по приказу Екатерины II в Российской империи была ликвидирована Запорожская Сечь. В 1778 году османский султан решил воспользоваться помощью казаков и сформировать из них казачье войско. Первоначально была выделена земля в районе села Кучурган на нижнем Днестре (ныне Украина, Одесская область, Раздельнянский район), а затем в дельте Дуная, где была построена сечь Катерлец.
Позднее украинские казаки обосновались в исторической области Добруджа на севере Балканского полуострова (ныне в составе Румынии и Болгарии), которая в тот исторический период находилась в составе Османской империи (см. Украинцы в Добрудже). В мирное время Задунайская Сечь проживала в относительно хороших условиях. В это время она достигла наибольшего успеха и насчитывала от 10 до 15 тысяч человек, тем не менее, она несколько отличалась от былой Запорожской Сечи.
В новейший исторический период Турция была в числе первых государств, вошедших в дипломатические отношения с новообразованной Украинской Народной Республикой, признав её право участвовать в Брестских переговорах от имени украинского народа.
Впоследствии стало развиваться сотрудничество между Украинской Советской Социалистической Республикой и Правительством Великого Национального Собрания Турции, пришедший на смену султанской власти. УССР оказала значительную финансовую и материальную помощь молодому турецкому государству в ее противостоянии с иностранными интервентами. 2 января 1922 в Анкаре был заключен Договор о дружбе и братстве. В дальнейшем, учитывая вхождение УССР в состав СССР, отношения приостановились до конца 80-х годов ХХ столетия.

## Современность
По экспертным оценкам в Турции насчитывается около 35 тыс. украинцев, постоянно или временно проживающих на ее территории.
Географическое распределение этнических украинцев по регионам по последним статистическим данным: Стамбул - 4841, Анталья - 2633, Бурса - 1027, Анкара - 707, Измир - 588, Мугла - 486, Коджаэли - 193, Айдын - 138, Мерсин - 114, Адана - 110. Помимо этого в провинции Эрзинджан на востоке Турции проживает более тысячи граждан Украины, которые по происхождению являются турками-месхетинцами.
В 2017 году организовано Украинское сообщество в Анкаре и Украинское общество взаимопомощи в Стамбуле.
8 апреля 2017 в городе Анкара в помещении Посольства Украины в Турецкой Республике состоялся съезд представителей украинской диаспоры Турции, на котором был создан Координационный совет украинских общин при Посольстве Украины в Турецкой Республике.
По состоянию на 2018 год на территории Турции зарегистрировано 12 организаций украинской культуры в таких городах как Анкара, Стамбул, Анталия, Алания, Кушадасы, Мугла, Измир, Самсун и другие.
В Стамбуле при Украинском культурном обществе функционирует Международный лицей им. Т.Шевченко, где учатся украинцы и представители других национальностей. Учебный процесс в лицее осуществляется в рамках сотрудничества с Международной украинской школой при Министерстве образования и науки Украины и по государственной программе украинских общеобразовательных школ.
В 2018 году в Стамбульском университете была открыта специальность «Украинский язык и литература», что предоставило возможность турецким студентам в рамках высшего образования не просто изучать украинский язык, но и детальнее ознакомиться с украинской культурой.

### Украинские организации в Турции
|          | Название на украинском языке               | Название на турецком языке          | Глава сообщества      |
| -------- | ------------------------------------------ | ----------------------------------- | --------------------- |
| Анкара   | Українська спілка                          | Ukrayna Derneği                     | Юлія Білецька         |
| Алания   | Українська Аланія — Асоціація солідарності | Ukrayna Alanya Dayanişma Derneği    | Іван Ткаченко         |
| Анталия  | Українська родина                          | Ukrayna Ailesi Derneği              | Вікторія Михайлова    |
| Анталия  | Українське культурно-мистецьке об'єднання  | Ukrayna Kültür ve Sanat Derneği     | Олеся Мерджан         |
| Анталия  | Середземноморське об'єднання українців     | Akdeniz Ukraynalılar Derneği        | Наталія Караджа       |
| Бурса    | Товариство українців в Бурсі               | Bursa Ukraynalılar Derneği          | Вікторія Бородавченко |
| Измир    | Українська спілка в Ізмірі                 | Izmir Ukrayna Derneği               | Світлана Еральп       |
| Кушадасы | Українська культурна спілка Кушадаси       | Kuşadası Ukrayna Kültür Derneği     | Світлана Потапенко    |
| Мугла    | Спілка української культури і солідарності | Ukrayna Kültür ve Dayanışma Derneği | Олена Топчу           |
| Стамбул  | Українське культурне товариство            | Ukrayna Kültür Derneği              | Мунавара Усенова      |
| Стамбул  | Українське товариство взаємодопомоги       | Ukrayna Dayanışma Derneği           | Володимир Левицький   |
| Самсун   | Чорноморська асоціація українців           | Karadeniz Ukraynalılar Derneği      | Людмила Шимко         |